# Judy Quinn
Judy Quinn, née en 1974 à Québec, est une écrivaine québécoise.

## Biographie
Judy Quinn est née en 1974, à Québec. Elle a étudié la littérature à l’Université du Québec à Montréal et à l’Université de Toulouse-Le Mirail.
Particulièrement préoccupée par le thème de la transmission de la mémoire, Judy Quin fait paraître, en 2008, son premier recueil de poésie aux Éditions du Noroît, L’émondé, puis, elle publie quatre autres recueils, toujours au Noroît, (Six heures vingt, 2010; Les damnés inflationnistes, 2012; Pas de tombeau pour les lieux, 2017; Tout est caché : avec Ben Kingsley dans le rôle principal, 2021) ainsi que trois romans chez l'Hexagone et les Éditions Leméac (Hunter s'est laissé couler, 2012); Les mains noires, 2015; L'homme-canon, 2018),,,.
Ses textes lui valent le Robert-Cliche (Hunter s’est laissé couler) et le prix Radio-Canada (Six heures vingt). Son dernier recueil, Pas de tombeau pour les lieux, est finaliste au Prix du Gouverneur général et au prix Alain-Grandbois. Elle obtient également le Prix Félix-Antoine-Savard de poésie en 2012 pour sa suite poétique « Sur la piste des aveugles » publié dans la revue Exit.
Le rapport aux lieux ainsi qu'à la filiation sont des thèmes récurrents dans ses œuvres. « Jusque dans ses livres les plus récents, elle se montre fascinée par les lieux, auxquels elle donne une grande puissance dramatique : maison, rues, paysages naturels ou urbains ».

## Œuvres

### Poésie
- L'émondé, Montréal, Noroît, 2008, 53 p. (ISBN 978-2-89018636-1)
- Six heures vingt, Montréal, Noroît, 2010, 63 p.  (ISBN 978-2-89018693-4)
- Les damnés inflationnistes, Montréal, Noroît, 2012, 65 p. (ISBN 978-2-89018739-9)
- Pas de tombeau pour les lieux, Montréal, Noroît, 2017, 78 p.  (ISBN 9782897660758)
- Tout est caché : avec Ben Kingsley dans le rôle principal, Montréal, Noroît, 2021, 81 p.  (ISBN 9782897662684),  (ISBN 9782897662875) et  (ISBN 9782897662677)

### Fiction
- Hunter s'est laissé couler, Montréal, L'Hexagone, 2012, 176 p.  (ISBN 978-2-89648019-7)
- Les mains noires, Montréal, Éditions Leméac, 2015, 176 p. (ISBN 9782760947115)
- L'homme-canon, Montréal, Éditions Leméac, 2018, 224 p.  (ISBN 9782760947856)
- L'étoile de la montagne, Montréal, Éditions Leméac, 2024, 176 p.  (ISBN 9782760949386)

### Traduction
- Pas de tombeau pour les lieux = No grave for this place, Traduction par Donald Winkler, Montréal, Signal editions, 2020, 83 p.  (ISBN 9781550655568)

### Adaptation
- Rencontre entre la poète Judy Quinn (présentée par Rhizome) et l'EMIQ Ensemble de musique improvisée de Québec, concert, mise en oreilles immersive du recueil de poésie Pas de tombeau pour les lieux (Le Noroît, 2017) de Judy Quinn, 60 minutes[9].

## Prix et honneurs
- 2010 - Lauréate : Prix littéraires de Radio-Canada, poésie (Pour Six heures vingt)[10]
- 2012 - Lauréate : Prix Robert-Cliche (Pour Hunter s'est laissé couler)[11],[12],[13]
- 2012 - Finaliste : Grand Prix littéraire Archambault pour Hunter s’est laissé couler[14]
- 2012 - Lauréate : Prix Félix-Antoine-Savard de poésie (Pour Sur la piste des aveugles, Exit, n. 63)[4]
- 2013 - Finaliste : Prix de poésie Estuaire - Bistro Leméac (Pour Les damnés inflationnistes)[15]
- 2017 - Finaliste : Prix littéraires du Gouverneur général, poésie, pour Pas de tombeau pour les lieux[16]
- 2018 - Finaliste : Prix Alain-Grandbois pour Pas de tombeau pour les lieux[17]
- 2019 - Finaliste : Prix de création littéraire Ville de Québec-Salon international du livre de Québec pour L’homme-canon[18]
- 2022 - Finaliste : Prix Jean-Noël-Pontbriand pour Tout est caché[19]
- 2022 - Sélectionné : Prix francophone international du Festival de poésie de Montréal pour Tout est caché[20]